# Fluvial
Fluvial (lat. zum Fluss gehörig) bedeutet, dass ein Gegenstand bzw. eine Gegebenheit durch fließendes Wasser verursacht wird oder damit in Zusammenhang steht.
Wenn etwa Erosion auf die Wirkung von Flüssen zurückgeführt werden kann, spricht man von fluvialer Erosion. Der Vorgang der Ablagerung durch Flüsse an ihrem Grund oder Ufer wird als fluvia(ti)le Sedimentation bezeichnet. Überwiegt dieser Prozess die gleichzeitige allgemeine Erosion, spricht man von Aggradation. Fluviale Sedimente sind die durch fluviale Sedimentation verursachten Ablagerungen.
Als fluvioglazial wird eine Flusstätigkeit in Verbindung mit Gletschern bezeichnet – siehe auch Glaziologie.